# Championnat d'Indonésie de football 1999-2000
Navigation
Saison précédente Saison suivante
La saison 1999-2000 du Championnat d'Indonésie de football est la sixième édition du championnat de première division en Indonésie. La Premier Division regroupe vingt-huit équipes et se déroule en plusieurs phases :
- les clubs sont répartis en deux poules géographiques et s'affrontent deux fois, à domicile et à l'extérieur. Les quatre premiers de chaque groupe se qualifient pour le deuxième tour, les deux derniers sont relégués en deuxième division.
- les huit qualifiés sont répartis en deux groupes de quatre et s'affrontent une seule fois. Les deux premiers obtiennent leur billet pour la phase finale.
- la phase finale est jouée sous forme de matchs à élimination directe (demi-finales et finale).

C'est le club de PSM Makassar qui remporte le championnat cette saison après avoir battu en finale PKT Bontang. C'est le tout premier titre de champion d'Indonésie de l'histoire du club. Le tenant du titre, PSIS Semarang, rate complètement sa saison et termine avant-dernier de son groupe; il est condamné à la relégation en fin de saison.

## Les clubs participants
| - Pelita Jaya - Persib Bandung - Medan Jaya - Semen Padang - Persiraja Banda Aceh - Persita Tangerang - PSMS Medan - PSPS Pekanbaru - Promu de D2 - PSIM Jogjakarta - Persija Jakarta - PSBL Bangar Lampung - Indocement Cirebon - Promu de D2 - Persikab Bandung - PSP Padang | - Petrokimia Putra - Pupuk Kaltim - Barito Putra - Gelora Dewata - Arema Malang - Persipura Jayapura - Persebaya Surabaya - PSM Makassar - Putra Samarinda - Persema Malang - PSIS Semarang - PSDS Deli Serdang - Persijatim Jakarta - Promu de D2 - Persma Manado |

## Compétition
Le barème utilisé pour établir l'ensemble des classements est le suivant :
- Victoire : 3 points
- Match nul : 1 point
- Défaite : 0 point

### Première phase
| Rang | Équipe               | Pts | J  | G  | N  | P  | Bp | Bc | Diff |
| ---- | -------------------- | --- | -- | -- | -- | -- | -- | -- | ---- |
| 1    | Persija Jakarta      | 51  | 26 | 14 | 9  | 3  | 48 | 27 | +21  |
| 2    | Persijatim JakartaP  | 46  | 26 | 14 | 4  | 8  | 49 | 27 | +22  |
| 3    | Persikota Tangerang  | 45  | 26 | 13 | 6  | 7  | 40 | 21 | +19  |
| 4    | PSMS Medan           | 45  | 26 | 12 | 9  | 5  | 34 | 21 | +13  |
| 5    | PSPS PekanbaruP      | 45  | 26 | 13 | 6  | 7  | 41 | 36 | +5   |
| 6    | Semen Padang         | 44  | 26 | 11 | 11 | 4  | 38 | 20 | +18  |
| 7    | Persiraja Banda Aceh | 38  | 26 | 12 | 2  | 12 | 31 | 33 | -2   |
| 8    | Persib Bandung       | 32  | 26 | 8  | 8  | 10 | 22 | 21 | +1   |
| 9    | PSBL Bandar Lampung  | 30  | 26 | 8  | 6  | 12 | 23 | 39 | -16  |
| 10   | PSDS Deli Serdang    | 28  | 26 | 7  | 7  | 12 | 38 | 42 | -4   |
| 11   | Persikab Bandung     | 28  | 26 | 7  | 7  | 12 | 24 | 37 | -13  |
| 12   | PSP Padang           | 26  | 26 | 6  | 8  | 12 | 21 | 31 | -10  |
| 13   | Indocement CirebonP  | 25  | 26 | 6  | 7  | 13 | 22 | 36 | -14  |
| 14   | Medan Jaya           | 16  | 26 | 4  | 4  | 18 | 19 | 59 | -40  |

| Rang | Équipe             | Pts | J  | G  | N  | P  | Bp | Bc | Diff |
| ---- | ------------------ | --- | -- | -- | -- | -- | -- | -- | ---- |
| 1    | PSM Makassar       | 56  | 26 | 16 | 8  | 2  | 41 | 13 | +28  |
| 2    | Arema Malang       | 47  | 26 | 14 | 5  | 7  | 31 | 18 | +13  |
| 3    | Pupuk Kaltim       | 45  | 26 | 15 | 3  | 8  | 45 | 25 | +20  |
| 4    | Pelita Jaya        | 45  | 26 | 12 | 9  | 5  | 31 | 18 | +13  |
| 5    | Persipura Jayapura | 40  | 26 | 11 | 7  | 8  | 37 | 24 | +13  |
| 6    | Persebaya Surabaya | 35  | 26 | 9  | 8  | 9  | 31 | 25 | +6   |
| 7    | Persma Manado      | 35  | 26 | 10 | 5  | 11 | 34 | 29 | +5   |
| 8    | Persema Malang     | 34  | 26 | 8  | 10 | 8  | 27 | 26 | +1   |
| 9    | Barito Putra       | 32  | 26 | 9  | 5  | 12 | 22 | 35 | -13  |
| 10   | Petrokimia Putra   | 31  | 26 | 8  | 7  | 11 | 27 | 38 | -11  |
| 11   | Putra Samarinda    | 28  | 26 | 8  | 4  | 14 | 28 | 42 | -14  |
| 12   | Gelora Dewata      | 27  | 26 | 7  | 6  | 13 | 25 | 41 | -16  |
| 13   | PSIS SemarangT     | 24  | 26 | 6  | 6  | 14 | 22 | 32 | -10  |
| 14   | PSIM Jogjakarta    | 19  | 26 | 4  | 7  | 15 | 15 | 50 | -35  |

### Seconde phase
Groupe A :
| Rang | Équipe              | Pts | J | G | N | P | Bp | Bc | Diff |  | Résultats (▼ dom., ► ext.) | PSM | Pupu | Pers | PSMS |
| ---- | ------------------- | --- | - | - | - | - | -- | -- | ---- |  | -------------------------- | --- | ---- | ---- | ---- |
| 1    | PSM Makassar        | 9   | 3 | 3 | 0 | 0 | 8  | 4  | +4   |  | PSM Makassar               |     | 3-2  | 4-2  | 1-0  |
| 2    | Pupuk Kaltim        | 4   | 3 | 1 | 1 | 1 | 4  | 4  | 0    |  | Pupuk Kaltim               |     |      | 0-0  | 2-1  |
| 3    | Persijatim JakartaP | 2   | 3 | 0 | 2 | 1 | 3  | 5  | -2   |  | Persijatim JakartaP        |     |      |      | 1-1  |
| 4    | PSMS Medan          | 1   | 3 | 0 | 1 | 2 | 2  | 4  | -2   |  | PSMS Medan                 |     |      |      |      |

Groupe B :
| Rang | Équipe              | Pts | J | G | N | P | Bp | Bc | Diff |  | Résultats (▼ dom., ► ext.) | PeTa | PeJa | Arem | Peli |
| ---- | ------------------- | --- | - | - | - | - | -- | -- | ---- |  | -------------------------- | ---- | ---- | ---- | ---- |
| 1    | Persikota Tangerang | 5   | 3 | 1 | 2 | 0 | 3  | 2  | +1   |  | Persikota Tangerang        |      | 1-1  | 1-1  | 1-0  |
| 2    | Persija Jakarta     | 4   | 3 | 1 | 1 | 1 | 4  | 4  | 0    |  | Persija Jakarta            |      |      | 1-2  | 2-1  |
| 3    | Arema Malang        | 4   | 3 | 1 | 1 | 1 | 3  | 5  | -2   |  | Arema Malang               |      |      |      | 0-3  |
| 4    | Pelita Jaya         | 3   | 3 | 1 | 0 | 2 | 4  | 3  | +1   |  | Pelita Jaya                |      |      |      |      |

### Phase finale

#### Demi-finales
| Équipe 1            | Résultat | Équipe 2     |
| ------------------- | -------- | ------------ |
| Persija Jakarta     | 0 - 1    | PSM Makassar |
| Persikota Tangerang | 3 - 4    | Pupuk Kaltim |

#### Finale
| 23 juillet 2000 | PSM Makassar                           | 3 - 2 | Pupuk Kaltim                      | Utama Senayan, Jakarta                      |                                             |
|                 | Kurniawan 39e, 62e · Rachman Usman 55e |       | Prasetyo 75e · Husaini 80e (pen.) | Spectateurs : 30 000 Arbitrage : M.Sudrajat | Spectateurs : 30 000 Arbitrage : M.Sudrajat |

## Bilan de la saison
| Championnat d'Indonésie de football 1999-2000 |                          |
| Champion                                      | PSM Makassar (1er titre) |
| Coupes et trophées                            |                          |
| Vainqueur de la Coupe d'Indonésie 1999-2000   | Non disputée             |
| Qualifications continentales                  |                          |
| Coupe d'Asie des clubs champions 2000-2001    | PSM Makassar             |
| Coupe des Coupes 2000-2001                    | Pupuk Kaltim             |
| Promotions et relégations                     |                          |
| Promus en Premier Division                    | Persita Tangerang        |
| Promus en Premier Division                    | PSS Sleman               |
| Promus en Premier Division                    | Persikabo Bogor          |
| Promus en Premier Division                    | Persijap Jepara          |
| Relégués en Second Division                   | Indocement Cerebon       |
| Relégués en Second Division                   | Medan Jaya               |
| Relégués en Second Division                   | PSIS Semarang            |
| Relégués en Second Division                   | PSIM Jogjakarta          |